# Crimson Desert
Crimson Desert est un futur jeu vidéo d'action-aventure en monde ouvert développé et édité par Pearl Abyss et qui sortira courant 2026.

## Synopsis
À travers une foule de personnages et de cinématiques, Crimson Desert raconte l'histoire de mercenaires luttant pour survivre dans le vaste continent de Pywel. L'histoire du jeu se déroule dans un décor médiéval fantastique déchiré par la guerre.
Kliff Macduff, fils de Martinus, le personnage principal de Crimson Desert dirige un petit groupe de mercenaires, les "Greymanes" mais se retrouve assiégé par les souvenirs douloureux de son passé.

## Développement
Le jeu était à l'origine prévu comme une préquelle de Black Desert Online, mais le développement du jeu s'est finalement transformé en autre chose mais toujours dans le même univers. En décembre 2020, après la sortie de la bande-annonce aux Game Awards, Pearl Abyss a publié des vidéos pour expliquer le développement du jeu et sa vision.
Durant la gamescom 2024, Pearl Abyss a révélé quatre vidéos de combats de boss présents dans le jeu.
En septembre 2024, le studio sort une vidéo présentant cinquante minutes de gameplay du début du jeu.